# Вересовка (Свердловская область)
Вересо́вка — посёлок в муниципальном округе Первоуральск Свердловской области России.

## География
Вересовка расположена на правом берегу реки Чусовой, в 13 километрах (по автотрассе в 17 километрах) к западу-северо-западу от города Первоуральска, в трёх километрах западнее посёлка Билимбая. В окрестностях расположен Сухореченский карьер, где добывается доломит.

## История
Название посёлок получил из-за обилия произрастания на этом месте тёмно-зелёных кустов вереса (можжевельника). До 1966 года населённы пункт назывался посёлком авторемонтного завода.

## Население
| 2002 | 2010 |
| ---- | ---- |
| 883  | ↘842 |

Численность населения на 1 января 2001 года в посёлке Вересовка составляла 1027 человек. На 1 января 2009 зарегистрировано 718 избирателей.